# Виваро
Виваро (итал. Vivaro) — коммуна в Италии, располагается в регионе Фриули-Венеция-Джулия, в провинции Порденоне.
Население составляет 1314 человек (2008 г.), плотность населения составляет 34 чел./км². Занимает площадь 37 км². Почтовый индекс — 33099. Телефонный код — 0427.
Покровительницей коммуны почитается святая Фоска. В коммуне 15 августа особо празднуется Успение Пресвятой Богородицы.

## Демография
Динамика населения:

## Администрация коммуны
- Официальный сайт: http://www.comune.vivaro.pn.it/